# Décès en novembre 1992
Décès
- 1988
- 1989
- 1990
- 1991
- 1992
- 1993
- 1994
- 1995
- 1996

Pour une information complémentaire, voir la page d'aide.

| Date        | Nom                               | Activités                                                                         | Âge | Source |
| ----------- | --------------------------------- | --------------------------------------------------------------------------------- | --- | ------ |
| 2 novembre  | Édouard Mahé                      | peintre et graveur français                                                       | 87  |        |
| 2 novembre  | Hal Roach                         | producteur et scénariste américain                                                | 100 |        |
| 3 novembre  | Prem Nath (en)                    | acteur et réalisateur indien                                                      | 65  |        |
| 4 novembre  | Pierre Wissmer                    | compositeur français                                                              | 77  |        |
| 4 novembre  | George Klein (en)                 | inventeur canadien                                                                | 88  |        |
| 5 novembre  | Jan Oort                          | astronome néerlandais                                                             | 92  |        |
| 5 novembre  | Arpad Elo                         | scientifique, mathématicien et joueur d'échecs américain, né hongrois             | 89  |        |
| 7 novembre  | René Hamel (cyclisme)             | coureur cycliste français                                                         | 90  |        |
| 7 novembre  | Richard Yates                     | romancier et nouvelliste américain                                                | 66  |        |
| 7 novembre  | Jack Kelly                        | acteur américain                                                                  | 65  |        |
| 7 novembre  | Alexander Dubček                  | homme politique tchécoslovaque                                                    | 70  |        |
| 8 novembre  | Larry Levan                       | musicien américain                                                                | 38  |        |
| 9 novembre  | William Hillcourt (en)            | écrivain et leader scout danois                                                   | 92  |        |
| 9 novembre  | Charles Fraser-Smith (en)         | écrivain et missionnaire britannique                                              | 88  |        |
| 10 novembre | Chuck Connors                     | acteur et joueur de soccer américain                                              | 71  |        |
| 11 novembre | Earle Meadows                     | athlète américain                                                                 | 79  |        |
| 12 novembre | Giulio Carlo Argan                | critique d'art et homme politique italien                                         | 83  |        |
| 13 novembre | Maurice Ohana                     | compositeur français                                                              | 79  |        |
| 14 novembre | Dante Gianello                    | coureur cycliste français                                                         | 80  |        |
| 14 novembre | Ernst Happel                      | entraîneur de football autrichien                                                 | 66  |        |
| 14 novembre | Greg Curnoe                       | artiste peintre canadien                                                          | 55  |        |
| 15 novembre | André Pédoussaut                  | peintre et illustrateur français                                                  | 68  |        |
| 17 novembre | Todd Armstrong                    | acteur américain                                                                  | 55  |        |
| 17 novembre | Audre Lorde                       | écrivaine américain                                                               | 58  |        |
| 17 novembre | Dzintars Lācis                    | coureur cycliste letton                                                           | 52  |        |
| 19 novembre | Diane Varsi                       | actrice américaine                                                                | 54  |        |
| 19 novembre | Bobby Russell                     | chanteur et auteur-compositeur américain                                          | 52  |        |
| 21 novembre | Ricky Williams (en)               | musicien américain                                                                | 36  |        |
| 21 novembre | Kaysone Phomvihane                | 2e Président du Laos                                                              | 71  |        |
| 21 novembre | Jean-Paul Ladouceur               | aquarelliste, décorateur, réalisateur et directeur de films d'animation québécois | 70  |        |
| 22 novembre | Sterling Holloway                 | acteur américain                                                                  | 82  |        |
| 22 novembre | Akim Kozlov                       | tromboniste russe                                                                 | 84  |        |
| 23 novembre | Jean Thiriart                     | théoricien politique belge                                                        | ?   |        |
| 23 novembre | Roy Acuff                         | chanteur, auteur-compositeur-interprète, violoniste américain                     | 89  |        |
| 24 novembre | George Adams                      | saxophoniste de jazz américain                                                    | 52  |        |
| 24 novembre | Henriette Puig-Roget              | compositrice, pianiste, organiste et pédagogue française                          | 82  |        |
| 25 novembre | Pearse Jordan (en)                | membre de la Provisional Irish Republican Army                                    | 22  |        |
| 26 novembre | John Sharp                        | acteur britannique                                                                | 72  |        |
| 27 novembre | Ivan Generalić                    | peintre croatien                                                                  | 77  |        |
| 28 novembre | Sidney Nolan                      | peintre australien                                                                | 75  |        |
| 29 novembre | Blanchette Ferry Rockefeller (en) | philanthrope américaine                                                           | 83  |        |
| 29 novembre | Robert Shayne                     | acteur américain                                                                  | 92  |        |
| 29 novembre | Raoul Ploquin                     | producteur, scénariste et réalisateur français                                    | 92  |        |
| 29 novembre | Jean Dieudonné                    | mathématicien français                                                            | 86  |        |
| 30 novembre | Lawrence T. Picachy               | homme d'Église indien, jésuite, cardinal et archevêque de Calcutta                | 76  |        |
| 30 novembre | Bernard Lefebvre                  | photographe français                                                              | 86  |        |
| 30 novembre | Jorge Donn                        | danseur argentin                                                                  | 45  |        |